# Ірбіс-каган
Ірбіс-каган (д/н—640) — 2-й східний каган Західнотюркського каганату в 639—640 роках. В китайських джерелах відомий як Ікюліши.

## Життєпис
Походив з династії Ашина. Син кагана Ишбара-Толіса. Відомостей про нього обмаль. При народженні отримав ім'я Мохеду. Ймовірно після повноліття став зватися Ель-Кюлюгом з титулом шад (царевич).
Ймовірно 634 року брав участь у відновленні батька на троні, а з 638 року — війні з Юкук-шадом. Невдовзі Ишбара-Толіс домовився з останнім про поділ Західнотюркського каганату на західну й східну частину кордоном річкою Ілі. Але 639 року племена нушібі оголосили каганом Ель-Кюлюга, який прийняв ім'я Ірбіс-каган. Його батько зберіг титул каган, але не мав жодної влади.
Спирався на союз з імперією Тан. Втім у 640 році Ірбіс-каган помер або загинув за невідомих обставин. Йому спадкував стриєчний брат Ірбіс Ишбара-Ябгу-каган.